# عداء سريع (علم الفلك)
العدّاء السريع ( (بالإنجليزية: high-velocity stars)‏ ) في علم الفلك للإشارة إلى النجوم الفردية ذات الحركة المناسبة الكبيرة. تــُعرف أيضًا النجوم السريعة الذين يتم طردهم من مجموعات نجمية أو من عناقيد النجوم باسم النجوم الجامحة أو الهاربة.
يمكن تقسيم سرعات النجوم القريبة من الشمس إلى مجموعتين:
- يبلغ متوسط سرعة المجموعة الأولى 15 كم / ثانية
- المجموعة الثانية ذات الأعضاء الأقل بمتوسط سرعة 40 كم / ثانية.

توزيع المجموعتين يتداخل ويتطابق أحيانا ، حيث يمكن أن تزيد سرعة نجم منها عن 50  كم / ث فيمكن تصنيفه بوضوح أنه من العدائين السريعين.
في حين أن معظم النجوم لها مدارات دائرية تقريبًا حول مركز المجرة (تحتاج الشمس حوالي 250 مليون سنة لأتمام دورة حول مركز المجرة) ، فإن النجوم العدائية السريعة لها: 
- مدارات بيضاوية (ممدودة) ،
- التي تميل بشدة على مسار الشمس .
- مكونات سرعتها في اتجاه دوران المجرة (انظر صيغة أورت الدورانية ) هي في الغالب أقل من تلك الخاصة بالشمس ، لذلك فهي تتخلف عمومًا عن الشمس.
- هم في الغالب ينتمون إلى  جمهرة النجوم II  .

## الأسباب
يُفترض وجود سببين وراء السرعات النسبية العالية للعدائين عاليي السرعة:
- أن يكون العدّاء السريع من ضمن نظام نجمي ثنائي ، وانفجر رفيقه في مستعر أعظم . بهذا يتم تدمير نظام النجم الثنائي.
- في التفاعل الديناميكي بين النجوم و ثنائيات النجوم في قلوب مجموعات النجوم ، حيث تمتص النجوم الأخف طاقة جاذبية وتــُطرد من العنقود .

## أمثلة
- الدجاجة 61 ، وهو نجم من القدر 6 يوجد في كوكبة الدجاجة . أدى انزياح مكانها السنوي البالغ حوالي 5 " أن اعتقد فريدريك فيلهلم بيسيل في أنها قريبة نسبيًا منا. هذه هي الطريقة التي نجح بها في إجراء أول قياس اختلاف المنظر والذي استخدمه العديد من علماء الفلك لأكثر من 100 عام اتعيين أبعاد النجوم. أظهر مقياس اختلاف المنظر بنحو 0.3 ثانية قوسية أن نجم الدجاجة 61 يبعد 11  سنة ضوئية من الأرض ويعتبر واحدا من بين 20 نجما قريبين من الأرض.
- نجم سهم Barnard في كوكبة الحواء وهو النجم الذي يتمتع بأعلى حركة مناسبة معروفة تبلغ 10.34 ″/السنة (أي ثانية قوسية في السنة).
- نجم جرومبريدج 1830
- نجم Kapteyns
- نجم Teegarden

## عداء سريع بمعنى أوسع
العدائون السريعون بالمعنى الأوسع نطاقًا هم النجوم التي تتحرك بسرعات أقل بقليل من سرعة الهروب لنظام مرتبط بالجاذبية. شوهدت هؤلاء العدائين السريعين في المجرات القزمة والعناقيد النجمية الكروية . ويشتبه في أن التفاعلات الديناميكية بين نظام نجمي ثنائي ونجم منفرد أو تفاعل بين ثقب أسود ونظام نجمي ثنائي هي سبب السرعة العالية.

## تميز عن العدائين فائقي السرعة
يصل عدد العدائين الفائقي السرعة ذوي سرعات بين 300 إلى 1000 كم / ث ، أنها سرعات كافية لترك مجال جاذبية مجرة درب التبانة . جميع العدائين فائقي السرعة ينطلقون من مركز المجرة.

## نجوم أذرع المجرةمن النوع الطيفي O
نجوم الأذرع من النوع الطيفي O هي النجوم التي تزيد كتلتها عن عشر كتل شمسية ويبلغ عمرها بضعة ملايين من السنين فقط. هم يجدون في خارج عنقود نجمي أو رابطة نجوم OB ، وطالما أنهم ليسوا عدائين سريعين ،و ينشأون كنجوم فردية حيث لم يتمكنوا من الابتعاد بما يكفي عن مكان تكوينهم.
من ناحية أخرى ، يُظهر فحص أن جميع نجوم الأذرع المجرية من التصنيف O تُظهر إما حركة مناسبة عالية أو سرعة شعاعية عالية أو مقدمة صدمة للوسط النجمي في اتجاه الحركة. هذا يعني أن جميع نجوم الأذرع المبكرة ربما تنتمي إلى العدائين السريعين ، إذا لم تتم مشاهدتهم في مكان نشأتهم .

## اقرأ أيضا
- نجم جرومبريدج 1830

## التفاصيل
1. ↑  . ISBN:3-8274-0575-0. {{استشهاد بكتاب}}: الوسيط |title= غير موجود أو فارغ (مساعدة)